# Kalv Arnesson

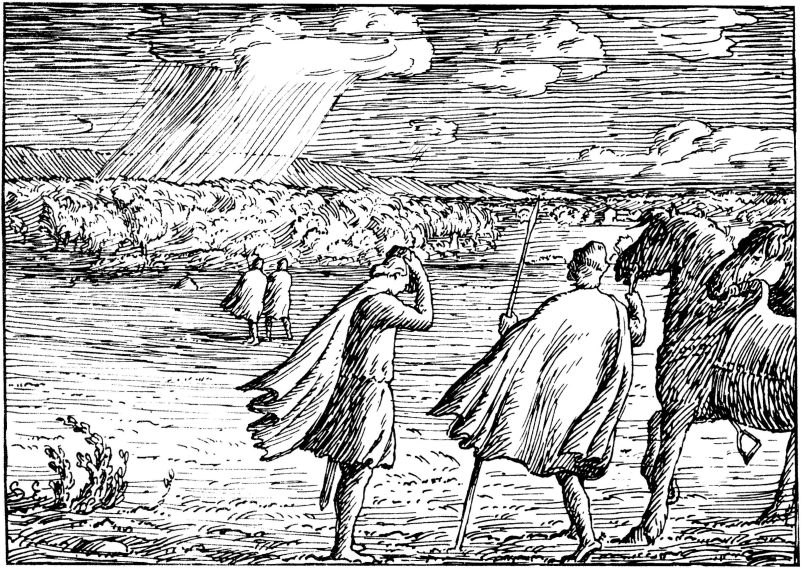
König Magnus der Gute und Kalv Arnesson in Stiklestad, Zeichnung aus der Heimskringla (Snorre Saga)

Kalv Arnesson, auch Kalv Arnason (* wahrscheinlich 990er Jahre; † um 1051 in Dänemark) war ein norwegischer Häuptling. Er war in den 1020er und 1030er Jahren einer der mächtigsten Männer Norwegens. Durch seine Verwandtschaft unter anderem zu Erling Skjalgsson und Tore Hund gehörte er zur Führungsschicht des Landes. Er spielte eine wichtige Rolle in der Endphase des Kampfes gegen Olav den Heiligen bis zu dessen Fall in Stiklestad. Danach war er treibende Kraft, Olavs Sohn Magnus den Guten zum norwegischen König zu machen.
Seine Eltern waren Arne Arnmodsson (oder Armodsson) und Tora Torsteinsdatter. Er war verheiratet mit Sigrid Toresdatter, der Witwe von Olve Grjotgardsson. Sie gehörte der obersten Häuptlingsschicht Trøndelags an und war die Schwester von Tore Hund.
In den ältesten Geschichtswerken (Ágrip, Theodoricus Monachus, Legendarische Olavssaga) wird der Gegensatz zwischen den norwegischen Häuptlingen und dem König als Dauerzustand geschildert, weil sie sich gegen ihren Machtverlust durch die königliche Machtzentralisierung wehrten. Nach Snorri Sturluson gehörte Kalv anfangs zu den Anhängern des Königs und dieser habe ihm die Machtposition in Trøndelag verschafft, indem er ihm den Landbesitz und die Witwe Sigrid des heidnisch gebliebenen Häuptlings Olve Grjotgardsson auf Egge zugewiesen habe, nachdem er diesen wegen seiner heidnischen Opferpraxis getötet hatte. Die übrigen Geschichtswerke schreiben darüber nichts. Aber das soll dem König die Feindschaft in Trøndelag eingebracht haben, die zuletzt zu seinem Tode führte.
Nach der Schlacht am Boknfjord 1027, in der Erling Skjalgsson getötet wurde, fielen die meisten bisherigen Anhänger deshalb von ihm ab und die Macht des Königs zerfiel. Kalv war bei dieser Schlacht noch an der Seite des Königs. Das bestätigt die einzige zeitgenössische Quelle, die über Kalv berichtet, die und 1050 vom Isländer Bjarne Gullbråskald verfasste Dichtung Kalvsflokkr. Nach dem Tod Erlings und dem Abfall der Verbündeten des Königs musste dieser das Land verlassen und floh nach Russland. Nach Bjarne Gullbråskald begab sich Kalv daraufhin nach England zu Knut dem Großen und schloss sich ihm und den Ladejarl Håkon Eriksson an. Nach der Heimskringla war es seine Frau, die von ihm Rache an dem König für die Erschlagung ihres ersten Mannes und ihrer beiden Söhne verlangte.
Als Olav 1030 aus Russland zurückkahm, um sein Königtum zurückzuerobern, wurde Kalv einer seiner Hauptgegner, wie Bjarne in seinem Gedicht berichtet. Die Sagas machten ihn im Gegensatz zu seinen Brüdern Finn und Torberg, die beim König blieben, zu einem Verräter. In diesem Zusammenhang werden auch biblische Motive verwendet, so wenn anlässlich einer Begegnung zwischen Olav und Kalv deutliche Parallelen zur Begegnung zwischen Jesus und Judas in Getsemani zu finden sind. Kalv war zusammen mit Tore Hund und Hårek von Tjøtta in Stiklestad Anführer des Bauernheeres. Er soll nach der Heimskringla auch einer der drei Männer gewesen sein, die Olav die Todeshiebe versetzten. Bjarne Gullbråskald berichtet demgegenüber lediglich, dass er dort tapfer gekämpft habe, und der Skalde Sigvat nennt Tore Hund als den, der den König erschlagen habe.
Nach dem Tod Olavs wurde Knut König über Norwegen und setzte seinen Sohn Sven Alfivason mit dessen Mutter Alfiva als regierenden Herrscher ein. Er wurde aber rasch sehr unpopulär. Die beiden Häuptlinge aus Trøndelag Kalv Arnesson und Einar Tambarskjelve, die vergeblich auf eine höhere Stellung im anglo-skandinavischen Reich gehofft hatten, betrieben nun zusammen mit Bischof Grimkjell von Nidaros die Erhebung von Magnus Olavsson zum König. Er und Einar zogen 1034 nach Russland und holten Magnus von dort zurück. Er soll nach dem Skalden Bjarne von Anfang an einen großen Einfluss auf den jungen König gehabt haben, bis Intrigen ihn in Misskredit brachten.
Kalv ging nach Irland außer Landes. Nach 1050 ließ ihn König Harald Hardråde zurückkehren. Doch die Versöhnung war vonseiten des Königs wahrscheinlich nicht ehrlich gemeint. Er sandte Kalv kurze Zeit später in einen Kampf in Dänemark, wo er auf eine Weise getötet wurde, die dessen Bruder Finn Arnesson als heimtückisch und verräterisch betrachtete, was zum Bruch mit dem König führte.

## Erläuterungen
1. ↑  Bjarne Hallbjørnsson Gullbråskald war ein isländischer Skalde im Gefolge von Kalv Arnesson. Er wurde später von einem ehemaligen Gefolgsmann Olavs getötet, weil er das Preisgedicht Kalvsflokkr auf Kalv verfasst hatte.
2. ↑  Heimskringla, Olav helliges saga Kap. 225.